# Губичі (Дрогобицький повіт)
Губичі — стародавнє поселення, нині є частиною міста Борислава (Львівська область).

## Розташування
Колишнє село Губичі знаходиться в північній частині Борислава вздовж річки Тисмениця, межує з селами Попелі, Дережичі та Модричі.

## Історія
Губичі відомі з XV сторіччя як село Дрогобицького староства.
У 1881 році — село Дрогобицького повіту, 919 мешканців (830 греко-католиків, 37 римо-католиків, 52 юдеї), місцева греко-католицька парафія, однокласова школа, цегельня, гуральня, видобуток нафти і нафтопереробні цехи.
20 травня 1930 року Губичі, а також села Тустановичі, Баня Котівська і Мражниця були приєднані до міста Борислав.

## Церкви
- Святого Івана Хрестителя (1879)[3]
- Покрови Пресвятої Богородиці (1902)[4]

## Сучасність
Район нинішньої вулиці Дрогобицької. Про колишнє село нагадує назва провулку «Губицький».